# Adelunga Toghi
Adelunga Toghi é uma montanha do Uzbequistão. Fica na fronteira com o Quirguistão e tem 4.301 m de altitude.